# Fort Defiance (Arizona)
Fort Defiance (Navajo: Tséhootsooí) ist ein Census-designated place im Apache County im US-Bundesstaat Arizona. Das U.S. Census Bureau hat bei der Volkszählung 2020 eine Einwohnerzahl von 3.541 ermittelt. Er liegt auf dem Defiance Plateau in einer Höhe von 2084 m.
Fort Defiance wurde 1851 gegründet, um eine militärische Präsenz im Navajo County zu gewährleisten. Damals gehörte die Stadt noch zum US-Bundesstaat New Mexico.

## Demographie
Bei der Volkszählung 2000 zählten sich 92,86 % der Einwohner zu den Ureinwohnern, 4,53 % zu den Weißen, 1,35 % zu den Latinos,  0,30 % zu den Asiaten, 0,02 % zu den Pazifikbewohnern, 0,22 % zu anderen Ethnien, 1,90 % gaben mehr als eine Ethnie an.

## Persönlichkeiten
- Raven Chacon (* 1977), Komponist und Installationskünstler